# シトシンデアミナーゼ
シトシンデアミナーゼ(cytosine deaminase, EC 3.5.4.1)は、以下の化学反応を触媒する酵素である。
シトシン + 水 {\displaystyle \rightleftharpoons } ウラシル + アンモニア
従って、この酵素の2つの基質は、シトシンと水、一方、2つの生成物は、ウラシルとアンモニアである。
この酵素は、加水分解酵素の中で、ペプチド結合以外の炭素-窒素結合、特に環状アミドに作用するものとして分類される。系統名は、イソシトシンデアミナーゼ(isocytosine deaminase)である。ピリミジン代謝に関与している。

## 構造
2007年末時点で、13個の三次構造が解明されている。蛋白質構造データバンクのコードは、
1K6W、1K70、1OX7、1P6O、1R9X、1R9Y、1RA0、1RA5、1RAK、1RB7、1UAQ、1YSB及び1YSDである。